# Santy Hulst
Santy Hulst (Leiderdorp, 27 ottobre 1987) è un ex calciatore olandese, di ruolo attaccante.

## Carriera

### Club
Cresciuto nel settore giovanile dell'AZ Alkmaar, Hulst ha iniziato la carriera professionistica con l'ADO Den Haag, dove ha giocato dal 2008 al 2011 collezionando 10 presenze e 1 rete.
Debutta nella massima categoria con l'ADO Den Haag il 29 novembre 2009 nella sconfitta interna 0-2 contro il Feyenoord.
Nella stagione 2011-2012 è passato al FC Dordrecht, dove si è messo in mostra con 19 gol in 48 partite. Dal 2012 al 2015 ha vestito la maglia del De Graafschap, segnando 6 gol in 49 presenze.
Successivamente è sceso nei campionati dilettantistici olandesi, militando nello SVV Scheveningen (2015-2016, 4 reti in 26 presenze) e infine nell'HBS (2016-2018), dove ha segnato 15 gol in 39 presenze prima di ritirarsi il 1º luglio 2018.